# Antonio Villegas
Antonio Villegas es un futbolista mexicano retirado que jugaba en la posición de mediocampista. Jugó para el Club Deportivo Nacional, Moctezuma de Orizaba y Club Deportivo Guadalajara. Durante su estancia en las Chivas anotó 1 gol.
Empieza a jugar en la primera fuerza de Jalisco con el Club Deportivo Nacional en el año de 1932. Permaneció en la institución albiverde hasta 1937, año en el que también tuvo participación con la Selección Jalisco en los juegos centenarios de la ciudad de Calí, Colombia.
En 1939 y 1940 tuvo participación la selección amateur del estado de Veracruz, siendo parte del plantel que lograría el campeonato nacional ante el Distrito Federal en la V  edición del torneo.
Para el año de 1940 ya era parte del plantel del Unión Deportiva Moctezuma de Orizaba que disputó el Campeonato Amateur de Primera Fuerza de la FMF, y debuta como profesional con este mismo equipo, disputando la temporada 1943-44 de la Liga Mayor. Permaneció en Orizaba hasta el año de 1945, y para la temporada 1945-46 pasa a jugar al Club Deportivo Guadalajara.

## Clubes
| Club        | País   | Año         |
| ----------- | ------ | ----------- |
| Nacional    | México | 1932-1937   |
| Moctezuma   | México | 1940-1945   |
| Guadalajara | México | 1945 - 1946 |